# Joseph Sullivan (lední hokejista)
Joseph "Joe" Albert Taylor Sullivan (8. ledna 1901, Toronto, Ontario – 30. září 1988, Scarborough, Ontario) byl kanadský hokejový brankář, lékař, chirurg a politik.
V roce 1928 byl členem Kanadského hokejové týmu, který získal zlatou medaili na zimních olympijských hrách.